# Pegepind
En pegepind (på engelsk en pointer) er en hård stok, der bruges til at pege manuelt, i form af en pind.
Den typiske pegepind er simpelthen en lang, slank, ofte fleksibel pind lavet i et stærkt materiale, designet til at angive steder på kort, ord på tavler osv.  